# Ro-Myung Gong
Ro-Myung Gong es un diplomático surcoreano  retirado.
Se graduó de la Facultad de Derecho de la Universidad Nacional de Seúl y estudió en la Escuela de Economía y Ciencia Política de Londres. 
En 1958 entró en el servicio de Relaciones Exteriores y sirvió en Washington D. C., Tokio, Canberra y El Cairo.
De 1983 a 1986 fue embajador en Brasilia.
De 1986 a 1989 fue cónsul general en Nueva York.
De 03 de febrero de 1990 a enero de 1992 fue embajador en Moscú, en la entonces Unión Soviética.
De 1993 a 1994 fue embajador en Tokio, Japón 
De diciembre de 1994 a noviembre de 1996 fue Ministro de Relaciones Exteriores. 
En 1997, después de retirarse del gobierno, fue miembro del Consejo Asesor Presidencial para la Unificación.